# Anthony Sablan Apuron
Anthony Sablan Apuron OFM Cap. (ur. 1 listopada 1945 w Hagåtña na wyspie Guam) – amerykański duchowny katolicki, w latach 1986-2019 arcybiskup metropolita Hagåtña.

## Życiorys
Święcenia kapłańskie przyjął 26 sierpnia 1972 w Zakonie Kapucynów.

## Episkopat
8 grudnia 1983 został mianowany biskupem pomocniczym diecezji Hagåtña, ze stolicą tytularną Muzuca in Byzacena. Sakry biskupiej udzielił mu 19 lutego 1984 ówczesny ordynariusz – bp Felixberto Camacho Flores. Od 27 października 1985 był administratorem diecezji.
10 marca 1986, po podniesieniu diecezji do rangi metropolii został mianowany pierwszym arcybiskupem metropolitą Hagåtña.

## Oskarżenia o seksualne wykorzystywanie nieletnich
W 2016 abp Anthony Sablan Apuron został oskarżony o seksualne wykorzystanie 12-latka. 31 października 2016 arcybiskupem koadiutorem archidiecezji Hagåtña został mianowany Michael Byrnes. Po śledztwie prowadzonym przez kardynała Raymonda Leo Burke’a w marcu 2018 Trybunał Apostolski Kongregacji Nauki Wiary, po przeprowadzeniu rozprawy dotyczącej między innymi oskarżeń o molestowanie seksualne nieletnich, skazał go na pozbawienie urzędu i zakaz pobytu na terenie archidiecezji Guam. Abp Apuron odwołał się od tej decyzji. 7 lutego 2019 wyrok został potwierdzony przez Trybunał i uznany za ostateczny.